# С нами Бог

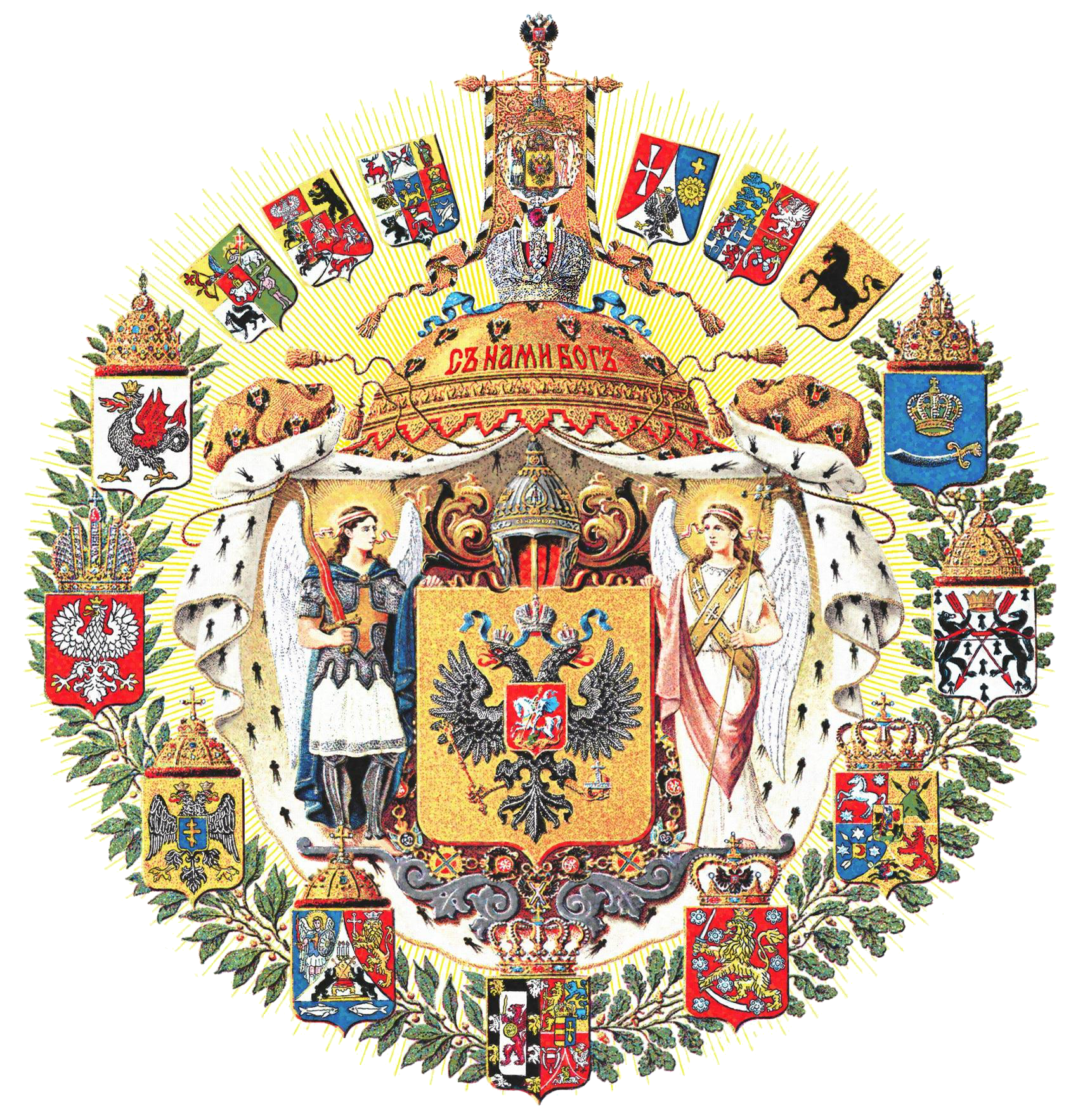
Надпись «Съ нами Богъ!» на шатре большого герба Российской империи

«С на́ми Бог» (рус. дореф. Съ нами Богъ, нем. Gott mit uns, лат. Nobiscum Deus) — девиз, имеющий употребление во многих государствах, а также использующийся в геральдике.
Например, в варианте «Съ нами Богъ!» на гербе Российской империи и в варианте «Gott mit uns» на гербе Германской империи.

## История

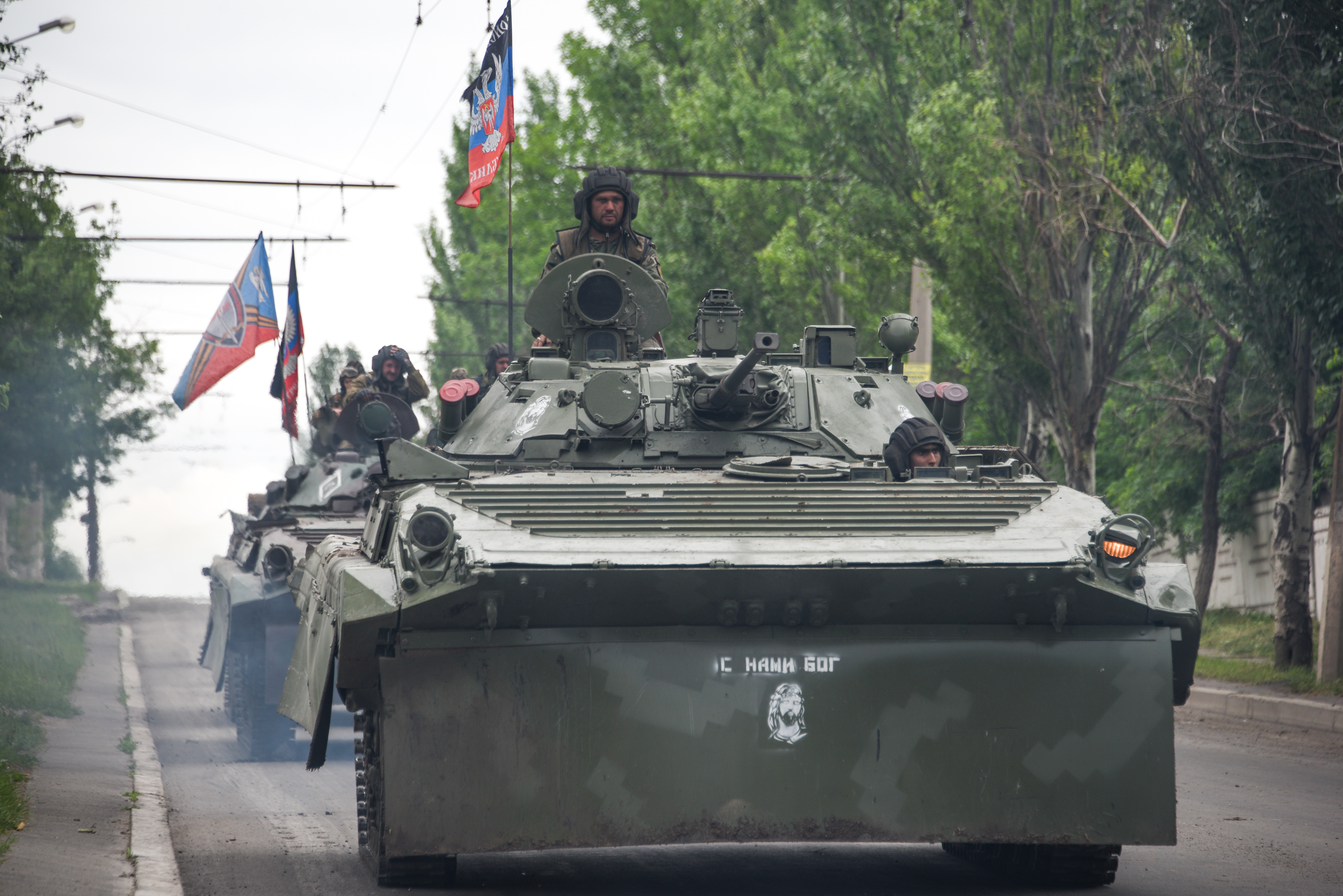
Надпись «С нами Бог» на бронетехнике сепаратистов подконтрольной России ДНР, 2015 год

Впервые широкое применение девиз получил в ходе Тридцатилетней войны, однако до этого использовался как боевой клич римских солдат во времена Византийской империи (лат. Nobiscum Deus — «Бог с нами!»). Позже лозунг получил широкое применение в христианских государствах и странах. В частности, в Российской империи он являлся государственным девизом.
Александр Суворов на военном совете в монастыре Святого Иосифа произнёс речь: «Мы окружены горами… окружены врагом сильным, возгордившимся победою… Со времени дела при Пруте, при Государе Императоре Петре Великом, русские войска никогда не были в таком гибелью грозящем положении… Нет, это уже не измена, а явное предательство… разумное, рассчитанное предательство нас, столько крови своей проливших за спасение Австрии. Помощи теперь ждать не от кого, одна надежда на Бога, другая — на величайшую храбрость и высочайшее самоотвержение войск, вами предводимых… Нам предстоят труды величайшие, небывалые в мире! Мы на краю пропасти! Но мы — русские! С нами Бог! Спасите, спасите честь и достояние России и её Самодержца!.. Спасите сына его...».
В Германии данный девиз получил применение как в геральдике, так и в качестве лозунга.
С 1847 года был размещён на пряжках солдатских ремней прусской армии, с 1919 года — рейхсвера, с 1935 года — сухопутных войск вермахта.
Сегодня схожий девиз используется в США в варианте англ. In God We Trust («На Бога уповаем»).

## Использование в богослужении

### В Православии
Впервые эти яркие слова появляются в пророчестве святого пророка Исаии. В Православной церкви используется торжественное песнопение «С на́ми Бог», которое состоит из избранных стихов Книги пророка Исаии (Исаия. 8:9—22, Исаия. 9:2,6, Исаия. 12:2,5) и является неотъемлемой частью Великого повечерия, которое совершается в будничные дни Великого, Рождественского, Успенского и Петрова постов, а также на всенощном бдении Рождества Христова и Богоявления. Вместе со стихами «С на́ми Бог» часто поёт церковный хор, иногда стихи возглашает канонарх-чтец:
С на́ми Бог, разуме́йте язы́цы, / и покаря́йтеся: / Я́ко с на́ми Бог.
Услы́шите до после́дних земли́: / Я́ко с на́ми Бог.
Могу́щии покаря́йтеся: / Я́ко с на́ми Бог.
А́ще бо па́ки возмо́жете, / и па́ки побежде́ни бу́дете: / Я́ко с на́ми Бог.
И и́же а́ще сове́т совещава́ете, / разори́т Госпо́дь: / Я́ко с на́ми Бог.
И сло́во, е́же а́ще возглаго́лете, / не пребу́дет в вас: / Я́ко с на́ми Бог.
Стра́ха же ва́шего не убои́мся, / ниже́ смути́мся: / Я́ко с на́ми Бог.
Го́спода же Бо́га на́шего Того́ освяти́м, / и Той бу́дет нам в страх: / Я́ко с на́ми Бог.
И а́ще на Него́ наде́яся бу́ду, / бу́дет мне во освяще́ние: / Я́ко с на́ми Бог.
И упова́я бу́ду на Него́, / и спасу́ся Им: / Я́ко с на́ми Бог.
Се аз и де́ти, я́же ми даде́ Бог: / Я́ко с на́ми Бог.
Лю́дие ходя́щии во тьме, / ви́деша свет ве́лий: / Я́ко с на́ми Бог.
Живу́щии во стране́ и се́ни сме́ртней, / свет возсия́ет на вы: / Я́ко с на́ми Бог.
Я́ко Отроча́ роди́ся нам, / Сын, и даде́ся нам: / Я́ко с на́ми Бог.
Его́же нача́льство бысть на ра́ме Его́: / Я́ко с на́ми Бог.
И ми́ра Его́ несть преде́ла: / Я́ко с на́ми Бог.
И нарица́ется И́мя Его́, / Вели́ка Сове́та А́нгел: / Я́ко с на́ми Бог.
Чу́ден Сове́тник: / Я́ко с на́ми Бог.
Бог кре́пок, Власти́тель, / Нача́льник ми́ра: / Я́ко с на́ми Бог.
Оте́ц бу́дущаго ве́ка: / Я́ко с на́ми Бог.
С на́ми Бог, разуме́йте язы́цы, / и покаря́йтеся: / Я́ко с на́ми Бог.
Сла́ва: С на́ми Бог:
И ны́не: С на́ми Бог:

Я́ко с на́ми Бог.
«Ефимо́ном» («С нами» по др.-греч. μεθ'ἡμῶν, мефимо́н) иногда называют всё великое повечерие.